# وانگ ژیزن
وانگ ژیزن (انگلیسی: Wang Zhizhen؛ زادهٔ july ۶, ۱۹۴۲ (۸۲ سال)) دانشمند در زمینه زیست‌فیزیک اهل چین و از دانش‌آموختگان دانشگاه علم و فناوری چین است.